# 博拉馬字母
博拉馬字母為一種索馬里語的文字。在1933年前後由噶達布爾希族的謝克·阿布杜拉曼·謝克·弩爾所創制。雖然不像索馬里語其他的主流的書寫字母，例如奧斯曼亞字母一樣廣為人知，不過博拉馬字母也用來書寫主要為卡希達詩的著名文學作品。
博拉馬字母在博拉馬城的大部分地區被謝克及其助手們所使用，這種字母也以噶達布爾希字母來著稱。

## 外部連結
- Osmanya, Borama, Wadaad's writing and the Somali language（页面存档备份，存于） （英文）
- Afkeenna iyo fartiisa（页面存档备份，存于） - a book in Osmanya （英文）